# Mil Diez-i vízesés
A 18 méter magas Mil Diez-i vízesés a mexikói Durango állam egyik fontos turisztikai látványossága.

## Elhelyezkedése
A vízesés Durango délnyugati részén, a Nyugati-Sierra Madre hegyei között, Pueblo Nuevo község területén, El Salto városától néhány kilométerrel északra fekszik. A város nyugati végén a 40-es főútról észak felé leágazó úton mintegy 2 km megtétele után érhetjük el El Mil Diez falut, ahol a vízesés található. A lezúduló víz hamarosan eléri a La Quebrada del Salto folyót.

## Turizmus
Az ide érkező turisták számára 5 bútorozott vendégházat építettek fel, valamint több sportpályát is létesítettek. A közelben lehetőség van hegyikerékpározásra, sziklamászásra és meredek hegyoldalakon kötélen való leereszkedésre is.